# Sławomir Dinew
Sławomir Dinew (ur. 8 listopada 1982 w Warnie) – polski matematyk (mający zarówno polskie jak i bułgarskie obywatelstwo) zajmujący się teorią potencjału, zmiennymi zespolonymi i geometrią zespoloną.

## Życiorys
Studiował matematykę teoretyczną na Wydziale Matematyki i Informatyki Uniwersytetu Jagiellońskiego, którą ukończył w 2006. W 2009 doktoryzował się tamże na podstawie rozprawy pt. The Complex Monge-Ampere Equation And Its Applications In Geometry, napisanej pod kierunkiem Sławomira Kołodzieja. Laureat Nagrody im. Kazimierza Kuratowskiego w 2010. 25 stycznia 2018 uzyskał habilitację na podstawie pracy "Regularność pewnych całkowicie nieliniowych równań eliptycznych w dziedzinie zespolonej"